# فرودگاه فیگو-پینادور
فرودگاه فیگو-پینادور  (به انگلیسی: Vigo-Peinador Airport) (به زبان بومی: Aeropuerto de Vigo) یک فرودگاه غیرنظامی مسافربری با کد یاتا VGO است که یک باند فرود آسفالت دارد و طول باند آن ۲۴۰۰ متر است. این فرودگاه در شهر ویگو کشور اسپانیا قرار دارد و در ارتفاع ۲۶۱ متری از سطح دریا واقع شده است.

## شرکت‌های هواپیمایی و مقصدهای پروازی
| شرکت‌های هواپیمایی                    | مقصدهای پروازی |
| ------------------------------------ | --- |
| ایر اروپا                            | مادرید-باراخاس |
| شبه‌جزیره ایبری                       | مادرید-باراخاس |
| ایبریا ایرلاین اجرا توسط ایر نوستروم | بیلبائو فصلی: آلیکانته-الچه، گرن کناریا، لوتن لندن، منورکا، مالاگا، شارل دوگل پاریس، لئوناردو دا وینچی-فیومیچینو، سن پابلو، والنسیا |
| ایبریا اکسپرس                        | فصلی: تنریف شمالی |
| رایان‌ایر                             | بارسلونا-ال پرات فصلی: اوریو آل سریو، بلوونی گوگلیلمو مارکونی، دوبلین، ادینبرو                                                      |
| TAP Express اجرا توسط وایت ایرویز    | لیسبون پورتلا |
| ویولینگ                              | بارسلونا-ال پرات |